# ブルターニュの歴史

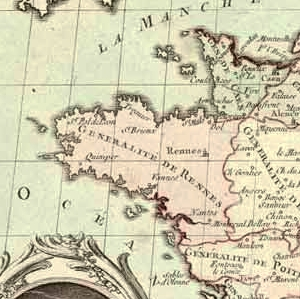
1789年に描かれたブルターニュの地図

ブルターニュの歴史（英語表記：history of Brittany、フランス語表記：Histoire de la Bretagne）は、ブリトン人文化と創造、中世初期に成立したアルモリカの王国とその後のブルターニュ王国時代、ブルターニュ公国、フランスに併合されてからの地方行政区画としての歴史を含む。

## ブルターニュ成立以前

### 鉄器時代
古代ローマ時代の記録によると、ウェネティ族（Veneti）、アルモリカニ（Almoricani）、オシスミ（Osismi）、ナムネテス（Namnetes）、コリオソリテス（Coriosolites）といった多くの種族がいたことがわかっている。ストラボンとポセイドニアスは、ベルガエ族（ガリア北部にいた種族）に従属していたアルモリカニ族の記述をしている。
アルモリカニの金貨は広く流通し、ラインラント地方ですら発見されている。
塩田が北アルモリカの広域にあった。エビヘンスでは、2メートルほどの一つの窯から概算で40から55キロの塩が作られていたという。

### ローマ統治時代
紀元前56年、一帯はユリウス・カエサル指揮下のローマ軍によって征服された。ウェネティ人貴族らは殺されるか奴隷として売り払われた。ローマ人は占領地を『アルモリカ』（ケルト語の「海岸地域」を意味する言葉をラテン語に当てはめた）と呼び、ガリア・ルグドゥネンシス（Gallia Lugdunensis）の一部とした。現在あるコート＝ダルモール県（Côtes-d'Armor）の名は古代の名前アルモリカにちなんだものである。ディオクレティアヌス帝の改正後、地域はディオケセス・ガリアルム（dioceses Galliarum）の一部となった。
3世紀、バガウダエ族が勢いを増し、社会不安と人口減少を引き起こして、多くの村々が破壊された。町があったという場所には、人口減少を物語る厚い黒土の層が見つかっている。コンスタンティヌス1世（307年-350年）時代、ルネサンス時期をもたらした。おびただしい硬貨が鋳造された。トラクトゥス・アルモリカヌス（tractus Armoricanus）時代には、ブレスト、アヴランシュ、ル・ヨウドのような新たな砦が築かれた。4世紀頃、ヴェネティとオシスミ領内でマウリタニア軍が現れるなど、地方で合同の動きが活発となった。フランク化したラエティ族はレンヌに出現した。キリスト教化は通常4世紀後半と言われる。しかし物的証拠はまれである。

## 中世

### 初期
ローマ帝国支配が後退した後、数名の作家は、アングロ・サクソン人やスコティ人の侵略から逃れたブリトン人たちがアルモリカへやってきたと指摘している。しかし、現代の考古学はローマ時代からグレートブリテン島（フランス語ではGrande-Bretagne（グラーンド・ブルターニュ）となる）からの移民が始まったとしており、およそ3世紀後半からだという。これらのブリトン人は地域に現在の名前とブレイス語を伝えた。Brezhonegは、ウェールズ語とコーンウォール語の姉妹言語である（ブルターニュとは、英語でリトルブリテン──小さなブリテン〔Little Britain〕──を指すことで知られる。ロンドンにある通りの名前「リトルブリテン」は、かつてブルターニュ公国の大使館があった場所である）。
初期のブレイス語の文書は、590年からの日付の植物学論文である（対比すると、フランス語での初期の文書は843年からである）。
伝説上のローアン家創設者コナン・メリアデックは中世のウェールズでの記述に登場する。それによると、コナンはウェールズ人傭兵のブルターニュ入植を指揮し、彼らをブルターニュ土着民族の女たちと結婚させた。しかし、自分たちの言葉の純粋性を保つため、女たちの舌を全て切ってしまっていたという。歴史家ジェフリー・オブ・モンマスは、この伝説でブルターニュにウェールズ語のLlydaw（元々はlled-taw 半分は口がきけない、という意味）が残ることの説明がつくとしている。
中世初期、ブルターニュは三つの王国に分断されていた。ドムノニア、コルヌアイユ、ブロ・ワロックである。すぐに三つの王国は、ブルターニュ公国に併合された。
最初の合同したブルターニュ王国は、845年にブルターニュ公ノミノエ（Nominoë）によって建国された。この時、ブルトン軍は西フランク国王シャルル2世勢力をバロンの戦い（ルドン近郊のブルターニュ東部、国境付近）で打ち破った。
フランク軍は再び851年にジャングランの戦いでブルターニュ公エリスポエ（Erispoë）軍によって敗退を喫した。こうしてシャルル2世はブルターニュの独立を承認したのである。

### 中世後期

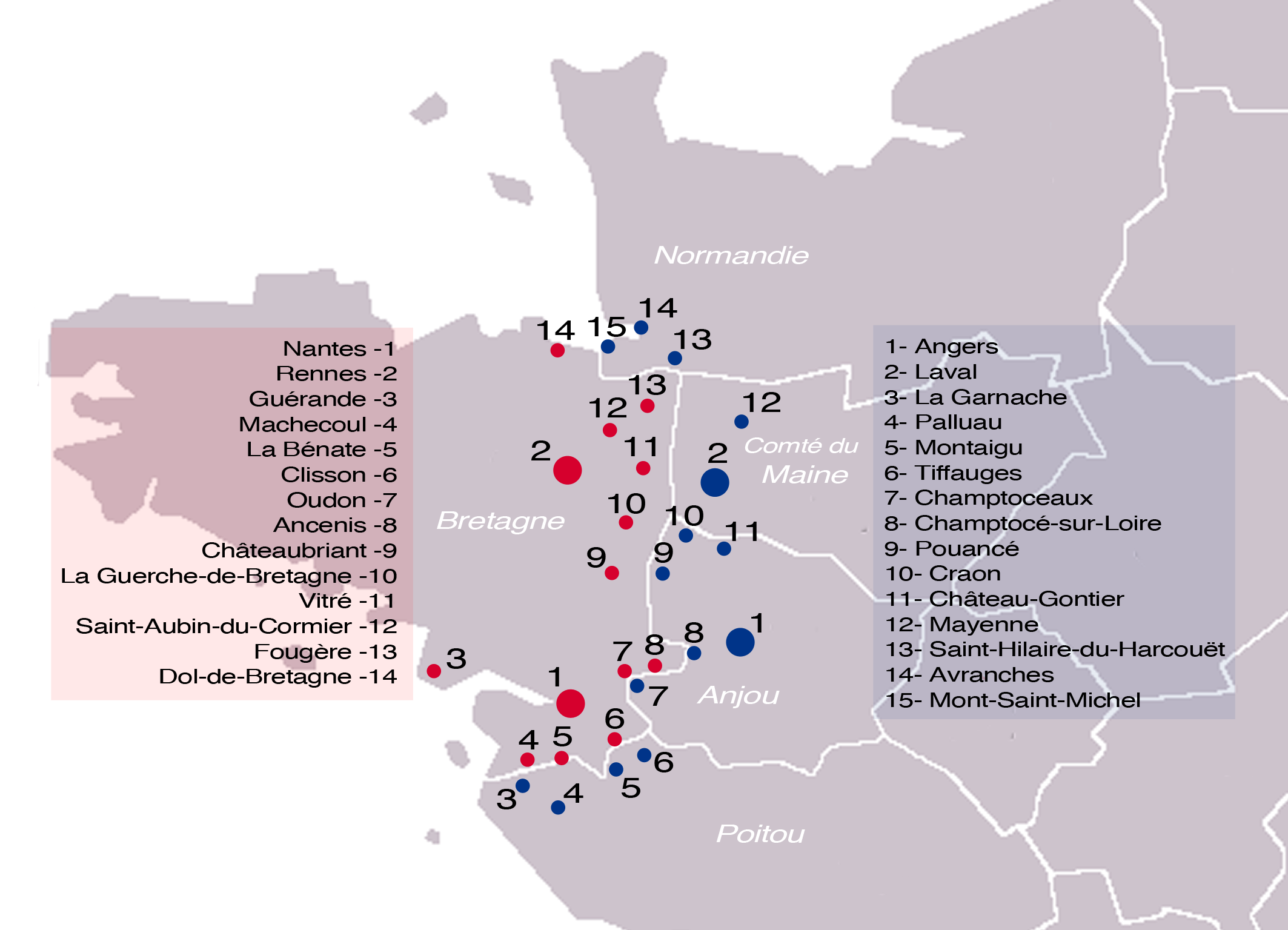
ブルターニュとフランスの国境に沿って建設された城砦群

ブルトン人は、1173年から1174年にかけ、イングランド国王ヘンリー2世に対する反乱を起こした。ヘンリーの息子でブルターニュ女公コンスタンスを妻とするジェフリー（ブルターニュ公ジョフロワ2世）は、ブルターニュ公国をイングランドに併合しようとする父親の試みに抵抗した。ジョフロワ2世の嫡子アルテュールはさらに、叔父ジョンに暗殺されるまでイングランドと対立した。
1185年、ジョフロワ2世は領土の細分を禁じる文書に署名した。そのために、ブルターニュの封建構造が強まったのである。
1213年、ブルターニュへ狙いを定めたフランス国王フィリップ2世は、カペー家縁戚のドルー家出身のピエール・ド・ドルー（後のピエール1世）を公国の管理者兼彼の嫡子ジャンの指導者として送り込んだ。ピエールは、アルテュールの異父妹アリックスの夫で、女公コンスタンスの婿であった。ピエールの代から、ブルターニュ公の紋章にイタチ（アーミン、シロテン）が採用され、フランスへ従順することで領土の独立性がはかられた。
ブルターニュ継承戦争は1341年から1364年に起こった。ブルターニュ公ジャン3世が子供の無いまま死去すると、彼の異母弟ジャン・ド・モンフォール（イングランドが支援。フランス側ではブルターニュ公位を認めていないので、彼の息子をジャン4世とする）と、彼の姪のパンティエーヴル女伯ジャンヌ・ド・パンティエーヴル（夫シャルル・ド・ブロワは国王フィリップ6世の甥）との間で争われた。この長引いた対立は百年戦争の一部となり、伝説と化した（30人の戦い、ベルトラン・デュ・ゲクランが例である）。
1364年、オーレの戦いでモンフォール家がフランス勢に勝利をおさめ、パンティエーヴル女伯の夫シャルルを討ち取ったことで決着した。第1回ゲランド条約が結ばれ、公領の5分の1を親族封として受け取り、かなりの額の年金を受け取ること、継承権の留保を引き換えにパンティエーヴル女伯は公位継承権を放棄した。結果として、女性の継承権を認めないサリカ法典の修正版（モンフォール家の男系が途絶えた場合は、パンティエーヴル女伯夫妻の息子の家系の相続が認められる。つまり、パンティエーヴル側では女性の継承ではなく、女系による継承が認められた）がブルターニュに導入された。
1373年、秘密文書を載せた馬車が襲撃され、イングランドとの秘密同盟が露見し、仕える貴族らに見捨てられ、ジャン5世（フランス側ではジャン4世）はイングランドへ亡命した。当時の高位貴族はコートマン＝パンティエーヴル家、ルージェ家、ローアン家などかつてのブルターニュ王家の子孫たちで、パンティエーヴル家は強い支持を集めていた。モンフォール家との争いが続く内、パンティエーヴル女伯の息子ジャン1世はイングランドの捕虜となっていた。シャルル5世は弟アンジュー公ルイ1世（パンティエーヴル女伯夫妻の娘でジャン1世の姉妹マリーの夫）をブルターニュにおける国王代理に任命した。
1378年、シャルル5世はブルターニュ併合をもくろみ、ブルトン人たちの反感を煽ることになり、亡命中のジャン4世を呼び戻そうとする企てが始まった。対立は、1380年のシャルル5世の死により深刻化せず、1381年に第2回ゲランド条約が結ばれ、イングランド＝フランス間でのブルターニュの中立、ジャン4世が引き続きシャルル6世へ忠順の誓いを示すことが決められた。しかし、ブルターニュの有力貴族オリヴィエ・ド・クリッソンがジャン1世に娘マルグリットを嫁がせ、パンティエーヴル家とフランスの後ろ盾でジャン4世に対抗、クリッソンとジャン4世は1395年に和解したが、両者の対立がきっかけで後にゲランド条約が破られ、モンフォール家とパンティエーヴル家の抗争が再び起きることになる。
1420年、ブルターニュ公ジャン5世はジャン1世の息子のパンティエーヴル伯オリヴィエと母マルグリットによって誘拐された。ジャン5世の妃ジャンヌ（シャルル6世の娘）は反乱分子を包囲して夫を解放させ、パンティエーヴル家の利益を没収した。ジャン5世は百年戦争中はイングランドとフランスとの間で同盟と離反を繰り返していたが、弟のアルテュール・ド・リッシュモン（後のアルテュール3世）はフランスに属してイングランドと戦った。

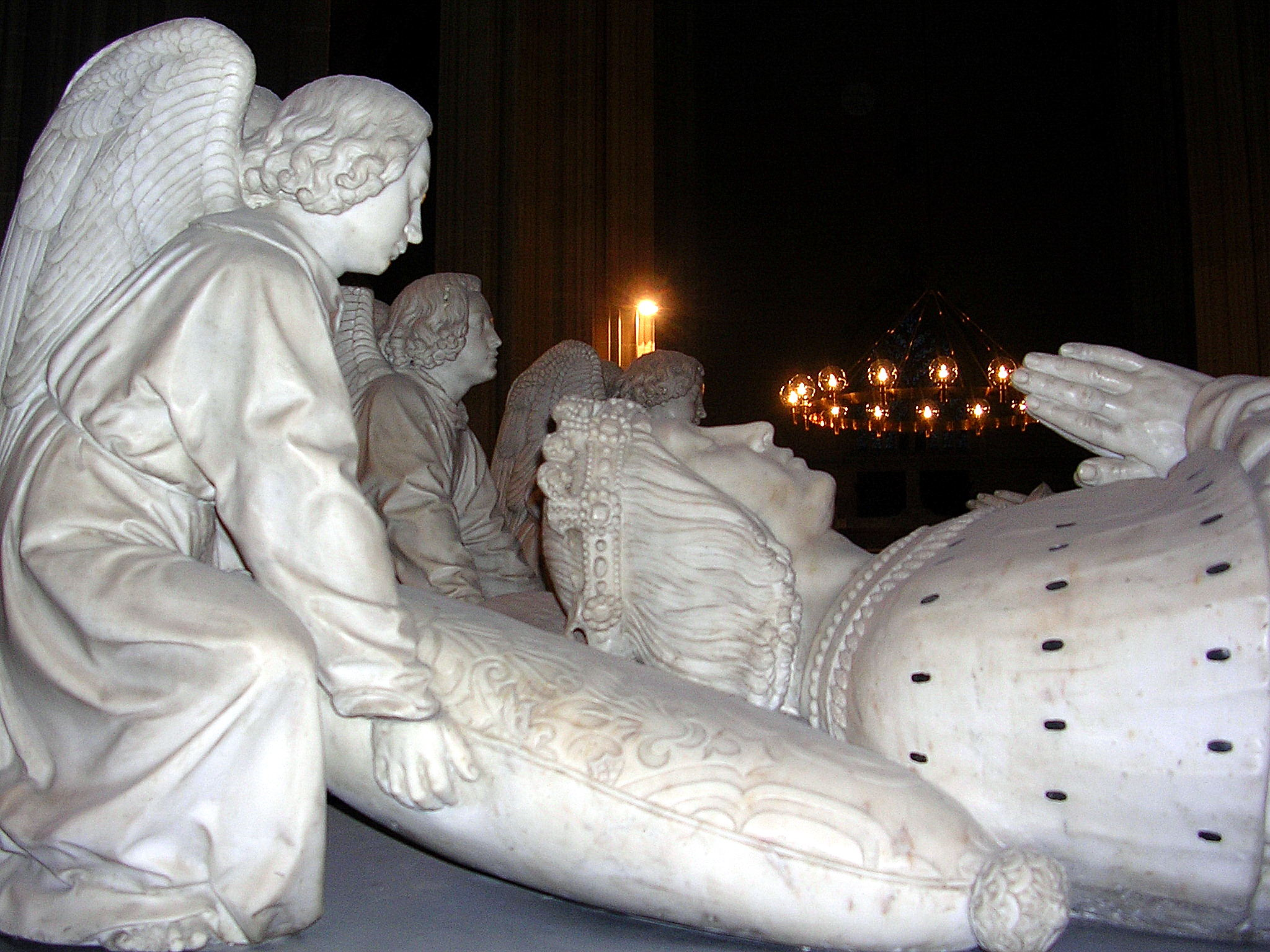
ナントのフランソワ2世の墓

1464年、「カトリコン」と呼ばれる辞書がブレイス語・ラテン語・フランス語で書かれて出版された。この本は、世界初の三カ国語辞書で、最初のブレイス語辞書及びフランス語辞書であった。
1485年、ブルターニュ公フランソワ2世はフランス国王シャルル8世と対立し道化戦争が勃発した。1488年、スイス・イタリアの傭兵5000人を含むフランス軍がサン＝トーバン＝デュ＝コルミエの戦いでブルトン軍を打ち負かし、フランソワ2世は和議を結ばされ、彼の一人娘で後継者の女公アンヌとフランス国王の結婚が取り決められた。
終結直後にフランソワ2世が事故死してアンヌが独立時代最後の公爵として立ったが、アンヌはフランスの勢いに抗しきれずハプスブルク家のマクシミリアン（後の神聖ローマ皇帝マクシミリアン1世）との婚約を解消させられ、シャルル8世と結婚、次いで死別後にルイ12世との結婚を余儀なくされた。公国はアンヌの死後に長女クロードに継承されたが、クロードが若死にすると彼女の夫フランソワ1世は1532年の勅令でフランスに併合させた。

## 近世

### 初期
1532年以後、ブルターニュは専制王政の栄枯盛衰にもかかわらず、ブルターニュ（地方）3部会によって財政確保、自治を保持し続けた。フランスがユグノー対カトリックの内戦で揺れ、ナントなど数カ所がユグノーの先鋒であったが、ブルターニュ全体はカトリック信仰で強くまとまっていた。1590年から1598年、カトリック同盟戦争の間、メルクール公フィリップ＝エマニュエル（ブルターニュ総督）はスペイン国王フェリペ2世と同盟して自らをブルターニュ公と称した。他方では、フェリペは娘イサベル・クララ・エウヘニアを再構成されたブルターニュの旗印に据えようとしていた。しかしアンリ4世はメルクール公を降伏させた。
コルベールの時代、ブルターニュはフランスの海軍増強で大いに利益を得た。サン・マロ、ブレスト、ロリアンといった主要港が建設されたり修繕された。ブルトン人はフランス海軍の構成員となった。ブルトン人は、北米大陸のヌーベルフランスや西インド諸島の植民化に重要な役割を担った。
1675年、コルヌアイユ司教区で暴動が起き、印紙税一揆 (Révolte des Bonnets Rouges) となった。反乱分子はオランダと結び援助を期待したが、支援は来なかった。反乱の首領セバスティアン・アル・バルはモンガイヤール侯に逮捕されて暗殺された。反乱はショールヌ公によって鎮圧され、数百人のブルトン人が絞首刑にされ、拷問を受けた。セヴィニエ夫人は、『レンヌに駐屯するフランス兵が、焼き串に刺したブルトン人の幼児を焼いていた。レンヌ全体の通りが扇動行為を疑われ、街は破壊され住む所を失った住民を放り出した。』と非難した。
1720年、スペインと連絡を持った下級貴族らが摂政オルレアン公フィリップ2世の重税政策に反旗を翻した。ポンカレ侯と6人の仲間たちは裁判にかけられ、反逆罪に問われてナントで処刑された。
18世紀の間、ナントはフランスの重要な貿易センターの一つになった。ナント繁栄の背景には、大西洋を往復する奴隷貿易の存在があった。
1789年8月4日、パリの国民議会は満場一致で封建的特権の廃止を決めた。これにはブルターニュのような地域の特権も含まれていた。ブルターニュは1532年の勅令で保証されてきた司法上の存在価値、自治や財政、公的特異性を全て失った。パリのブルトン協会は封建差別の廃止に着手した。地方自治性を失った上、反教会的な革命の特性を不快に思うブルトン人にはさらに不人気となった。多くのブルトン人たちが、イギリスの支援する王党派反乱に加わり、ヴァンデ県で起きた一揆に加わった。ブルターニュは、フランス革命抵抗の温床となった。
1789年、ブルターニュは5つの県に分割された。

## 近現代
19世紀のブルターニュは、ロマン主義の高まりも手伝い、素朴な自然、信仰と結びついた祝祭、小作農の伝統が残る自給自足の生活などが評判を得た。同時期、ブルトン人たちの生活は第三共和政の下でますますフランス化していった。
ブルターニュは、地方主義者と分離主義者とが選挙や政治的争いで多種多様な成功を収めた。現代のブルトン・ナショナリズムは19世紀後半から20世紀初めにかけ発展した。これら運動の中には、カトリックの伝統主義者の流れがあった。1944年以後、ブルトン・ナショナリズムは目立った活動家らが、第二次世界大戦中フランスの大部分を占領したナチスに対し協力的だったことで、広範囲で名声を落とした。他方では、ブルトン人民族主義者らはレジスタンス運動に身を投じた。イギリスへ近く、風景が似かよい、重要な海軍設備のあるブルターニュでのレジスタンス運動で、彼らは非常に重要な役割を担った。
戦後、フランスはかつてのブルターニュ公領を構成した5つの行政区のうち1つをはずした。かつて公国の首都だったこともあるナントを含む、ロワール＝アトランティック県がブルターニュから切り離され、これは今も議論の対象となっている。
試験的な原子力基地が1960年代にモン＝ダレ山中のブレンニリスに建設された（ブレンニリス原子力地区）。これは10年ほど稼働し、1988年までに撤去された。これは、フランスで初めて原子力施設が撤去された例となった。
1960年代から、ブルトン・ナショナリズムがカトリック伝統と平行して強い左派傾向に発展していった。これらの中には、社会的に注目度の高い標的に対してサボタージュをする集団もある。
1972年3月、サン＝ブリユーの工場で労働者たちが賃金アップを要求するストライキを決行した。ストライキは8週続いた。
1940年代から、ブレイス語の使用が危機状態にあると表明された。ほとんどのブレイス語を話す自治体において、1945年以後に生まれた子供たちにフランス語使用が義務づけられてきた。一方で、1970年代からブレイス語は知識人や専門家の間で努力がなされており、規模は小さいが、都市を基盤としたDiwan運動が二言語学校を通して若年層のブレイス語話者人口減少を食い止めてきた。
1978年3月16日、巨大タンカー、アモコ・カディス号が小さな漁港ポルサル沖数百メートルで座礁した。史上5番目という原油流出事故で、ブルターニュ北部から北西部にかけて汚染された。
1980年2月と3月、小さなコミューンのプロゴフで、政府が出動させたヘリコプターと落下傘部隊がいたにもかかわらず、プロゴフに建設予定の原子力発電所建設阻止の集会が開かれた。マスコミを通じて反対派は国民世論を味方につけた。原子力発電所建設計画は、1981年大統領選挙でフランソワ・ミッテランが当選後に凍結された。